# Hirota Kōki

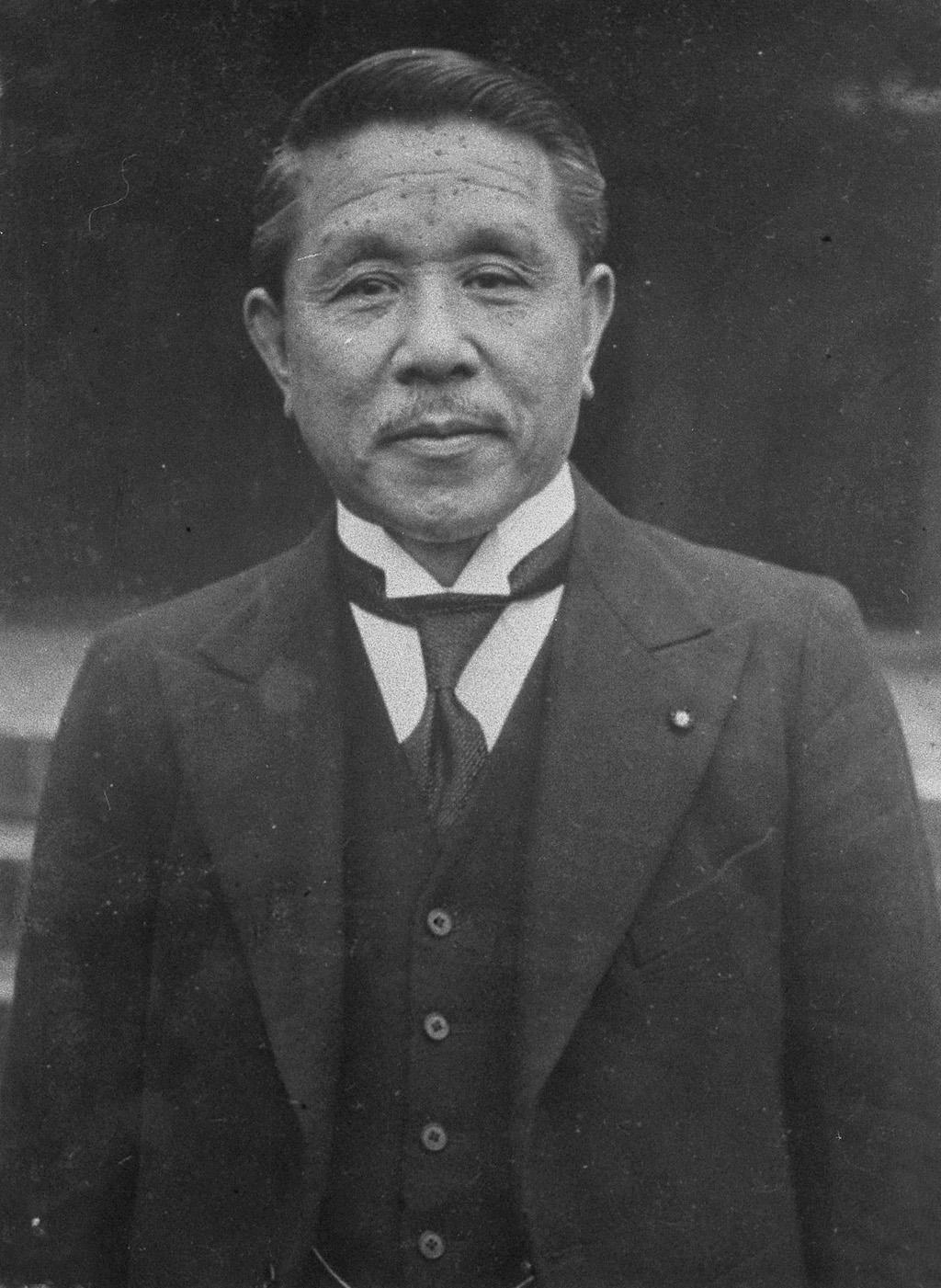
Hirota Kōki

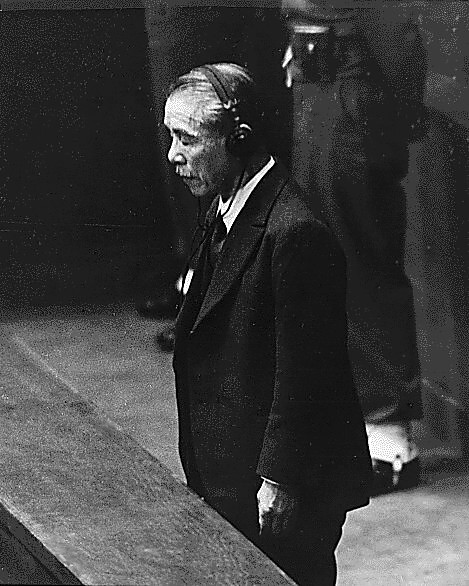
Hirota Kōki bei der Verkündung seines Todesurteils

Hirota Kōki (jap. 広田 弘毅; * 14. Februar 1878; † 23. Dezember 1948 im Sugamo-Gefängnis) war ein japanischer Politiker und 32. Premierminister von Japan vom 9. März 1936 bis zum 2. Februar 1937.

## Leben
Hirota Kōki wurde in der Präfektur Fukuoka geboren. Er schloss als Jurist sein Studium an der Tōkyō Teikoku Daigaku, der Kaiserlichen Universität Tokio ab. Er trat in das japanische Außenministerium ein, um dort Karriere als Diplomat zu machen. Von 1928 bis 1932 war er japanischer Botschafter in der Sowjetunion. 1933 wurde er Außenminister, kurz nachdem Japan aus dem Völkerbund ausgetreten war.
Als Folge des Putschversuchs vom 26. Februar 1936 wurde Hirota Kōki durch die militaristische Fraktion in der japanischen Regierung zum Premierminister gemacht. An diesem Punkt begannen verschiedene Großmächte (insbesondere die Sowjetunion) die Ansichten der japanischen Regierung und insbesondere deren Forderungen nach nationaler Sicherheit in Zweifel zu ziehen. Hirotas Regierung unterzeichnete mit Billigung der Militärs den Antikomintern-Pakt mit dem Deutschen Reich. Zu seiner Amtszeit als Premierminister wuchs der Einfluss des japanischen Militärs auf die Politik des Landes weiter. Am 2. Februar 1937 wurde Kōki auf Veranlassung japanischer Militärs von Hayashi Senjūrō abgelöst; diesem folgte nach vier Monaten Hayashi Senjūrō. Im Kabinett von Konoe Fumimaro wurde er Außenminister.
Weil er den Krieg hasste, den Japan in China führte, wurde er 1938 durch das japanische Militär zum Rücktritt gezwungen. 1945 wurde er noch einmal als Diplomat tätig, als er vergeblich versuchte, die Sowjetunion von einem Kriegseintritt gegen Japan abzubringen. Am 8. August 1945 erklärte die Sowjetunion Japan den Krieg und begann sofort mit der Operation Auguststurm, dem Einmarsch in Mandschukuo, der japanisch besetzten Mandschurei.
Die Verbrechen, die während seiner zweiten Amtszeit als Außenminister durch das japanische Militär verübt wurden, gehörten zu den Hauptgründen, weshalb Hirota Kōki in den Tokioter Prozessen (1946–1948) angeklagt wurde. Ende des Jahres 1937 waren japanische Truppen in Nanjing einmarschiert und hatten das Massaker von Nanking verübt. Hirota war zwar nicht vom Beginn des Angriffs auf Nanjing in Kenntnis gesetzt worden, hatte aber durch das japanische Militär Informationen über die laufende Ermordung von insgesamt 300.000 Menschen in der Stadt erhalten. Nach Ende des Zweiten Weltkrieges warf man ihm vor, zu diesem Zeitpunkt nichts gegen die Verübung der Verbrechen unternommen zu haben.
Kōki wehrte sich nicht gegen die erhobenen Anschuldigungen; er wurde als einziger Zivilist als Kriegsverbrecher der Klasse A eingestuft und zum Tode durch Hängen verurteilt. Das Urteil wurde am 23. Dezember 1948 vollstreckt. Dieses Todesurteil wurde als zu hart kritisiert, da man ihn machtlos innerhalb der durch das Militär bestimmten Regierung ansah.
Hirota war kein Militärangehöriger, sondern ein ziviler Bürokrat und war bei der Öffentlichkeit beliebt, was zu einer Petition für eine reduzierte Strafe führte, die in Japan 29.985 Unterschriften sammelte. Noch heute wird sein Name oft erwähnt, wenn in Japan die Tokio-Prozesse als ein Prozess der "Siegerjustiz" debattiert werden. Generell wird er oft als ein Minister dargestellt, der dem Krieg kritisch gegenüberstand, aber dem Druck des Militärs nicht widerstehen konnte. Er ist auch die Hauptfigur des Romans und Dramas "Rakujitsu moyu" ("The Setting Sun Burns") von Shiroyama Saburō.